# 마쓰다이라 노부유키 (1790년)
마쓰다이라 노부유키(일본어: 松平信行, 1790년 10월 22일 ~ 1873년 12월 13일)는 에도 시대의 다이묘로, 가미노야마번의 7대 번주이다. 쓰야마번주 마쓰다이라 야스치카(松平康哉)의 넷째 아들로, 어릴적 이름은 준마루(順丸), 간시로(勘四郎)이다. 관위는 종5위하, 야마시로노카미, 아와노카미이다.
분카 2년(1805년), 가미노야마 번의 6대 번주 마쓰다이라 노부자네가 젊은 나이에 사망하였기 때문에, 양자가 되어 그 뒤를 이었다. 같은 해 12월 16일에 종5위하에 서임되었다. 선대부터 이어져 오던 가신단의 분쟁을 진정시켰고, 학문을 장려하여 보문관(補文館)을 설립했다. 덴포 2년(1831년) 10월 9일, 병을 이유로 맏아들 노부미치에게 가문을 계승하게 하고 은거했다. 1873년에 84세의 나이로 사망하였다.
| 전임 마쓰다이라 노부자네 | 제7대 가미노야마번 번주 (후지이 마쓰다이라 가문) 1805년 ~ 1831년 | 후임 마쓰다이라 노부미치 |